# 弗朗斯维尔独立公社
弗朗斯维尔独立公社（法語：Commune Indépendante de Franceville）是一个位于太平洋新赫布里底群岛埃法特岛的政治实体和市镇，其址即今瓦努阿图首都维拉港。它建立于1889年8月9日，主席是费迪南德-阿尔伯特·谢维拉德。该公社是记录的历史上第一个实行不分性别或种族普选的国家之一。尽管当时该公社的人口仅有约500名当地人和不到50名白人，但只允许白人男性担任公职。
当时新赫布里底群岛是一块中立领土，受英法联合海军委员会松散管辖。公社很快就遭其镇压；据报道，1890年6月，公社“实际上已被解散”。